# Ню Тельца
Ню Тельца (лат. ν Tauri) — одиночная звезда в зодиакальном созвездии Тельца. Звезда белого цвета; видна невооружённым глазом, обладает видимой звёздной величиной +3,91. Объект находится на расстоянии 117 световых лет от Солнца по данным о тригонометрическом параллаксе, однако звезда приближается к Солнцу с лучевой скоростью около −6 км/с. Предположительно, через 5 миллионов лет звезда приблизится к Солнцу на расстояние 5,65 пк.
Ню Тельца является звездой главной последовательности спектрального класса A0.5Va. Возраст оценивается в 206 миллионов лет. Звезда вращается с проективной скоростью 83 км/с. Масса объекта в 2,25 раза превышает солнечную, радиус составляет 2,87 радиуса Солнца. Светимость звезды в 28 раз превышает солнечную, эффективная температура фотосферы составляет 7836 K.
У звезды есть визуальный компаньон с видимой звёздной величиной 9,21 на угловом расстоянии 15,9 секунд дуги.